# Pico Nambroque
Pico Nambroque is een vulkaan in de Cumbre Vieja-keten in het centrum van het Canarische eiland La Palma.
De top is 1922 m hoog, en daarmee de tweede hoogste vulkaan van de Cumbre Vieja na de Volcán de la Deseada (1945 m). De top bestaat uit basaltrots, in tegenstelling tot de meeste buurvulkanen die vooral uit sintels bestaan. In de rotsen zijn verschillende diepe schoorstenen te vinden.

## Vulkanische activiteit
De Pico Nambroque kende zijn laatste uitbarsting in 1949, samen met de Montaña del Fraile en de Volcán de San Juan.
Het resultaat daarvan is de Cráter del Hoyo Negro (krater van het zwarte gat), op zijn westelijke helling. Vanuit deze krater stroomden in 1949 brede lavastromen in westelijke richting. De krater ligt op een brede scheur in de Cumbre Vieja, die bij een volgende eruptie of aardbeving aanleiding zou kunnen geven tot een aardverschuiving van het westelijke deel van het eiland.

## Beklimming
De vulkaan ligt op de Ruta de los Volcanes en is te bereiken van de Refugio del Pilar (1455 m), vanuit Mazo el Pueblo of vanuit Tigalate.